# Crasnîi Octeabri
Crasnîi Octeabri (in russo Красный Октябрь)  è un comune della Moldavia controllato dalla autoproclamata repubblica di Transnistria. È compreso nel distretto di Camenca.

## Località
Il comune è formato dall'insieme delle seguenti località:
- Crasnîi Octeabri (Красный Октябрь)
- Alexandrovca (Александровка)